# Skotska kyrkan
Skotska kyrkan (skotsk gaeliska: Eaglais na h-Alba, engelska: Church of Scotland), ofta kallad The Kirk, är en presbyteriansk kyrka med rötter i den skotska reformationen 1560.

## Två kyrkofamiljer inom ett trossamfund
Skotska kyrkan beslutade 1560 att lämna kyrkogemenskapen med påven i Rom, och antog en presbyteriansk författning och en kalvinistisk teologi. I England pågick sedan samma år istället utvecklingen av en anglikansk kyrka, i högre utsträckning färgad av renässanshumanismen och filippism.
Under inflytande av reformatorn John Knox antog det skotska parlamentet 1560 bekännelseskriften Scots Confession och 1561 kyrkoordningen Book of Discipline. Under sin landsflykt i Geneve 1556, hade Knox sammanställt en gudstjänstbok, Book of Common Order, som blev gällande i Skotska kyrkan 1562. Den skulle dock falla ur bruk på 1630- och 1640-talen. 
Drottningen av Skottland, Maria Stuart, vägrade att acceptera parlamentets beslut, och det dröjde till 1572 innan Jakob VI av Skottland undertecknade parlamentsbesluten. 1584 förmådde han det skotska parlamentet att anta the Black Acts, som ställde kyrkan under kunglig kontroll med två biskopar. Detta mötte starkt motstånd och kungen tvingades gå med på att generalförsamlingen skulle fortsätta styra kyrkan.
Efter att Jakob 1603 blivit engelsk kung (under namnet Jakob I) hindrade han generalförsamlingen från att samlas och utökade antalet biskopar. 1618 samlade han kyrkans generalförsamling och drev igenom fem artiklar, de s.k. Perth-artiklarna, om episkopala bruk. Dessa bojkottades i vida kretsar. Teologerna i Aberdeen vid denna tid är kända för att ha intagit en anglikansk och renässanshumanistisk teologisk position. De ställde sig positiva till de fem Perth-artiklarna, och motarbetade den kalvinistiska predestinationsläran.
Jakobs son Karl I kröntes 1633 i St Giles Cathedral i Edinburgh, enligt anglikansk ritual. Biskoparna Maxwell av Ross och Wedderburn av Dunblane sammanställde, med stöd av ärkebiskop William Laud, en version av den anglikanska bönboken, Den Allmänna Bönboken, som byggde på 1549 års engelska upplaga. När Karl I 1637, lät använda denna i en gudstjänst i katedralen i Edinburgh som han själv bevistade, så ledde det till ett uppror som resulterade i biskopskrigen.
När Karls son och tronföljare, Karl II, återvände till sin position som kung av Skottland 1660, återinfördes en episkopal organisation av Skotska kyrkan, parallellt med de presbyterianska organisatoriska elementen. Konfirmationer, vigslar och begravningar utfördes vanligtvis på anglikanskt sätt, medan morgonböner och aftonböner vanligtvis utfördes på presbyterianskt sätt. I praktiken avgjorde lokala teologiska opinioner, huruvida dopgudstjänsten och eukaristin skulle firas på episkopalt eller presbyterianskt sätt: Trakten kring Glasgow tenderade i presbyteriansk riktning, trakten kring Aberdeen i episkopal riktning, medan trakten kring Edinburgh var känslig för sekulära realpolitiska skiftningar.

## Episkopalerna lämnar kyrkan
Den organisatoriska, liturgiska och teologiska spänningen mellan den odelade kyrkans presbyterianska och episkopala flyglar löstes 1689, genom att kyrkan i Skottland delades i två trossamfund. 
Det ena, Skotska kyrkan, antog en presbyteriansk författning med calvinsk teologi, och förblev statskyrka. Detta trossamfund ställde sig lojalt till Vilhelm III av England. 
Det andra, Skotska episkopalkyrkan, behöll en episkopal författning med anglikansk teologi, och blev ett från staten fritt trossamfund. Detta trossamfund ställde sig lojalt till det landsflyktiga huset Stuart, och skulle så förbli, till dess Karl Edvard Stuart avled 1788.
Med Thomas Reid (1710-96) i spetsen opponerade sig Skotska kyrkan mot bl. a. Humes skepticism och hävdade att det sunda förnuftets grundsatser var odisputabla. Hit fördes då själens och yttervärldens existens, människans förmåga att till viss del handla fritt m.m. 

## De fria kyrkorna utträder
Under 1700- och 1800-talets lopp skakades Skotska kyrkan och dess dotterkyrkor av en serie kyrkosplittringar. Självständiga presbyterianska kyrkor lämnade Skotska kyrkan 1733, 1761 och 1843, och splittrades därefter i ytterligare ett antal trossamfund.
Skotsk emigration ledde till att medlemmar av Skotska kyrkan och dess dotterkyrkor grundade presbyterianska kyrkor utomlands, framför allt på Irland, i USA, i Australien, Nya Zeeland och i Kanada.
Under lång tid var den presbyterianska kyrkofamiljen skeptisk mot kyrkorglar, som ansågs vara "obibliska", men ett antal församlingar inom Skotska kyrkan började långsamt och stegvis införa bruket av kyrkorglar fr.o.m. 1790-talet. De är numera okontroversiella och vanligt förekommande.
Sedan 1640-talet betraktades julfirande med misstro bland skotska presbyterianer, men den tidigare motviljan mot julfirade hade brutits 1958, då Juldagen blev allmän helgdag i Skottland.

## Skotska kyrkan idag
Under 1700- och 1800-talet var Skotska kyrkans exakta relation till staten föremål för skiftande juridiska tolkningar. Den bedömdes länge vara Skottlands statskyrka, men betraktas, sedan ett juridiskt utlåtande år 1921, vara en från staten oberoende folkkyrka.
Book of Common Order bearbetades och återinfördes 1940. Nya bearbetningar skedde 1979 och 1994.
Sedan ett möte mellan företrädare för de båda trossamfunden ägt rum på Sigtunastiftelsen i Sigtuna, Sverige, år 1961 meddelade Svenska kyrkans biskopsmöte, att nattvardsberättigade medlemmar av Skotska kyrkan och Svenska kyrkan har rätt att ta emot den heliga kommunionen i varandras kyrkor. Överenskommelsen utsträckte sig inte till att berättiga skotska pastorer att tjänstgöra som präst i Svenska kyrkan. Sedan 1996 är däremot Skotska Episkopalkyrkan Svenska kyrkans främsta samarbetspartner i Skottland.
Sedan 1968 ordineras både män och kvinnor till ordinerad tjänst i Skotska kyrkan.
Skotska kyrkans generalförsamling planerar att debattera vigselgudstjänst för personer av samma kön år 2021. Lekfolk av samma kön tillåts ingå borgerligt äktenskap sedan 2014, samkönat partnerskap sedan 2004. Personer i ordinerad tjänst tillåts ingå borgerligt äktenskap med någon av samma kön eller samkönat partnerskap sedan 2015.
Skotska kyrkan ställer sig negativ till abort och dödshjälp.
I dag tillhör omkring 6 % av den skotska befolkningen kyrkan. Enligt en undersökning gjord 2001 känner dock 42% av den skotska befolkningen sig närmast Skotska kyrkan.